# Victor Horta

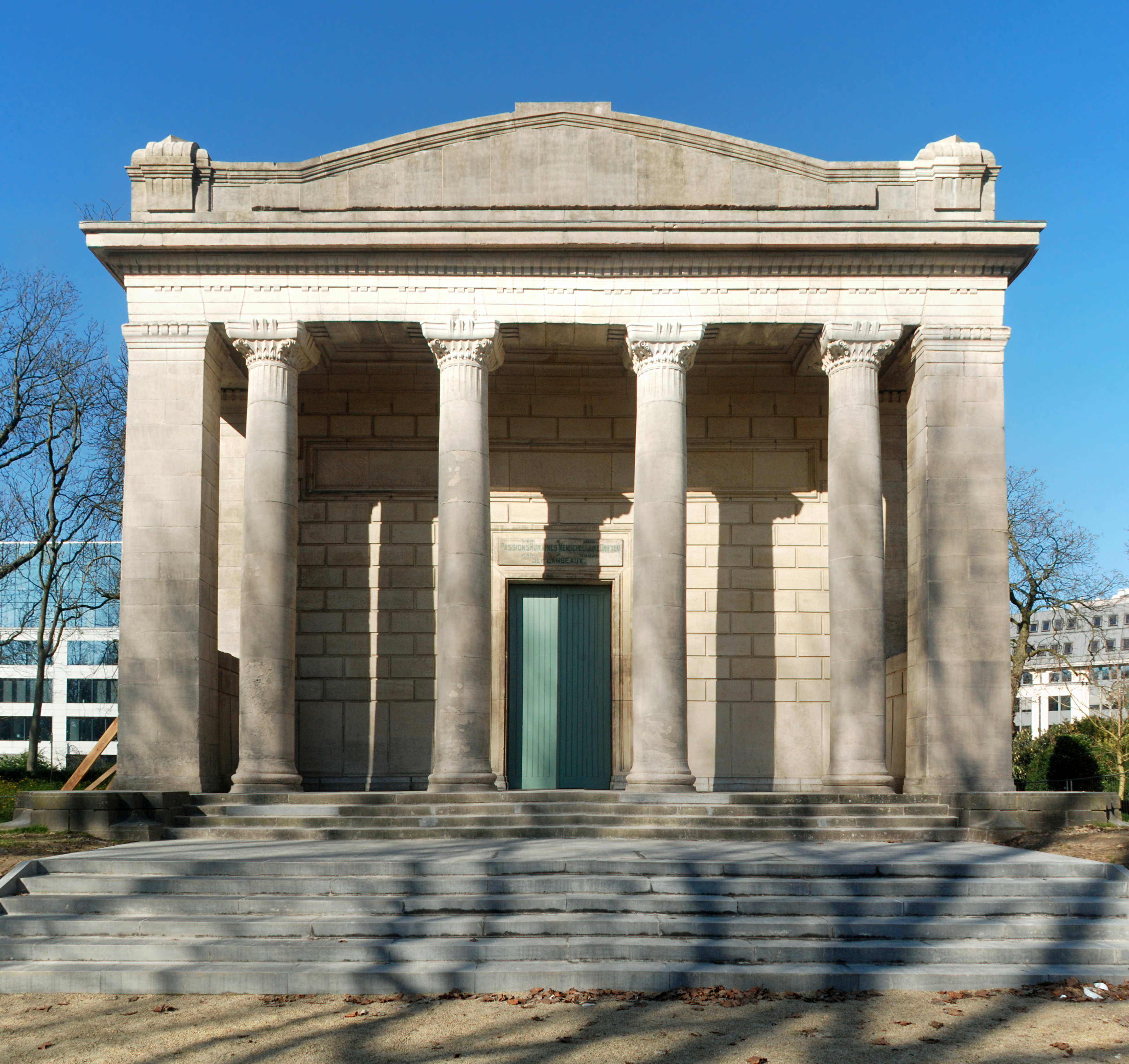
Pavillon des Passions humaines (1890-1897)

Il barone Victor Horta (Gand, 6 gennaio 1861 – Bruxelles, 9 settembre 1947) è stato un architetto belga.

## Biografia
Precursore dell'Art Nouveau, Horta ha rivoluzionato il modo di concepire gli edifici di abitazione, allargando il compito dell'architetto dalla progettazione degli spazi, interni ed esterni, a una concezione che comprendeva anche lo studio e la realizzazione delle luci, degli arredi, della decorazione delle pareti, perfino dell'oggettistica.

Secondo la definizione di uno dei suoi ammiratori, l'architetto francese Hector Guimard, Horta è stato un «architetto artista» che concepiva la casa come opera d'arte "totale", come una "conchiglia" costruita attorno al suo proprietario.
Horta fu fervente ammiratore dell'architetto e teorico dell'architettura Eugène Viollet-le-Duc e il suo Hôtel Tassel a Brussels (1892–93), considerata una delle prime case Art Nouveau, è basata sul lavoro di Viollet-le-Duc. Le forme vegetali curvilinee e stilizzate usate da Horta influenzarono a loro volta molti altri designer e architetti, fra cui il francese Hector Guimard, che le usò nel primo edificio Art Nouveau Che disegnò a Parigi e nelle entrate delle fermate della metropolitana di Parigi.
Studiò a Parigi; tornato in Belgio, completò gli studi presso l'accademia di Belle Arti di Bruxelles e presso lo studio dell'architetto Alphonse Balat.
Massone, fu membro della Loggia Les Amis philanthropes del Grande Oriente del Belgio.
Horta progettò numerosi edifici destinati a destare scalpore, quali: la Casa Tassel, Bruxelles 1893; la Casa Solvay, Bruxelles 1895-1900; la Casa Horta, Bruxelles 1898.
Viene giustamente considerato l'architetto che per primo definì i canoni architettonici dell'Art Nouveau, attraverso il progetto della casa Tassel. 
È soprattutto nell'interno della casa Tassel, considerata come il primo edificio promotore del nuovo stile, che Horta manifesta e dà rilievo alla nuova tendenza artistica; infatti, la scalinata, che si sviluppa nell'ingresso della casa, non è modellata secondo forme classiche ma si compone di agili colonnine di ferro che, come steli di una rigogliosa vegetazione, si protendono verso l'alto in forme sinuose e ritorte. Il tutto in un'incredibile armonia con gli affreschi delle pareti e della volta e con i mosaici del pavimento.
Tuttavia l'opera considerata il suo capolavoro è la Maison du Peuple (1896-1899) a Bruxelles: l'edificio costruito per il partito operaio belga, distrutto nel 1964 sempre per decisione del partito, doveva svolgere, in conformità allo spirito socialista riformatore di fine secolo, tre principali funzioni: politico-sindacale, commerciale, ricreativa.
In età più avanzata, Horta tornò su posizioni più tradizionali, realizzando opere come il Palais des Beaux-Arts a Bruxelles (1922-1928).
Quattro delle sue case private (hôtels) sono state incluse nell'elenco dei Patrimoni dell'umanità dell'UNESCO:
- Hotel Tassel, progettato e costruito per il Prof. Émile Tassel nel 1892 - 1893;
- Hotel Solvay, progettato e costruito nel 1895 - 1900;
- Hotel van Eetvelde, progettato e costruito nel 1895 - 1898;
- Maison e Atelier Horta, progettato nel 1898, che ora ospita il museo Horta, dedicato al suo lavoro.

## Le opere principali
Le quattro costruzioni più famose di Victor Horta sono state riconosciute patrimonio dell'umanità dall'UNESCO nel 2000, e si trovano tutte a Bruxelles. Si tratta dell'Hotel Tassel, dell'Hotel Solvay, dell'Hotel van Eetvelde e del museo Horta.

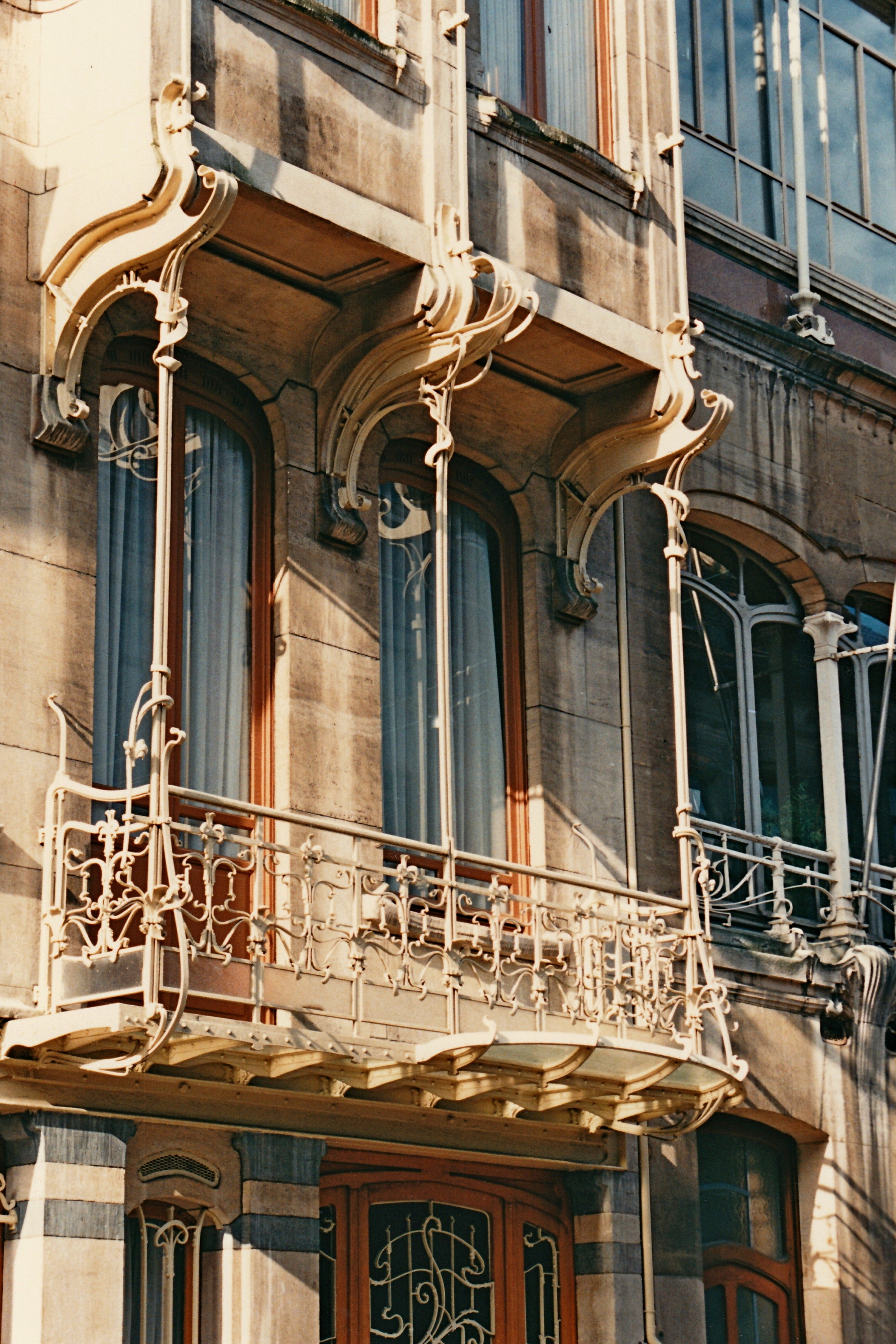
Museo Horta, dettaglio del balcone sulla facciata

## Elenco lavori
- 1889: Tempio delle umane passioni a Bruxelles, Parco del Cinquantenario, progettato per contenere una monumentale opera in marmo dello scultore Jef Lambeaux (monumento protetto dal 1976);
- 1890: casa Matyn, rue Bordeaux 50, 1060 Saint Gilles;
- 1890: restauro e decorazione interna della residenza di Bruxelles di Henri Van Cutsem (attualmente museo Charlier), avenue des Arts 16, Saint Josse ten Noode;
- 1892-1893: hôtel Tassel, rue Paul-Émile Janson 6 a Bruxelles;
- 1893: casa Autrique a Schaerbeek, recentemente restaurata e trasformata in museo (www.autrique.be);
- 1894: hôtel Winssinger, rue de l'Hôtel du Monnaie 66 a Saint Gilles;
- 1894: hôtel Frison, rue Lebeau 37 a Bruxelles;
- 1894: atelier di Godefroid Devreese, rue de l'Aile 71 a Schaerbeek (modificato);
- 1894: hôtel Solvay, avenue Louise 224 a Bruxelles;
- 1895: decorazione degli interni della casa di Anna Boch, boulevard du Toison d'or 78 a Saint Gilles (demolita);
- 1895-1898: hôtel Van Eetvelde, avenue Palmerston 2-6 a Bruxelles;
- 1896-1898: Casa del Popolo, piazza Vandervelde a Bruxelles (demolita nel 1965);
- 1897-1899: Asilo, rue Sainte-Ghislaine 40 a Bruxelles;
- 1898-1900: casa e studio di Victor Horta, rue Américaine 23-25 a Saint Gilles e oggi museo Horta;
- 1899: casa Frison "Les Épinglettes", avenue Ring 70 a Uccle;
- 1899: hôtel Aubecq, avenue Louise 520 a Bruxelles (demolita nel 1950);
- 1899-1903: villa Carpentier (Les platanes), Doorniksesteenweg 9-11 a Ronse;
- 1900: ampliamento della casa Furnémont, rue Gatti de Gamond 149 a Uccle;
- 1900: grande magazzino Innovation, rue Neuve 111 a Bruxelles (distrutto da un incendio nel 1967);
- 1901: casa e studio dello scultore Fernant Dubois, avenue Brugmann 80 a Forest;
- 1901: casa e studio dello scultore Pieter-Jan Braecke, rue de l'Abdication 51 a Bruxelles;
- 1902: hôtel Max Hallet, avenue Louise 346 a Bruxelles;
- 1903: Monumento funerario del compositore Johannes Brahms sullo "Zentralfriedhof" a Vienna (in collaborazione con la scultrice Ilse Conrat)

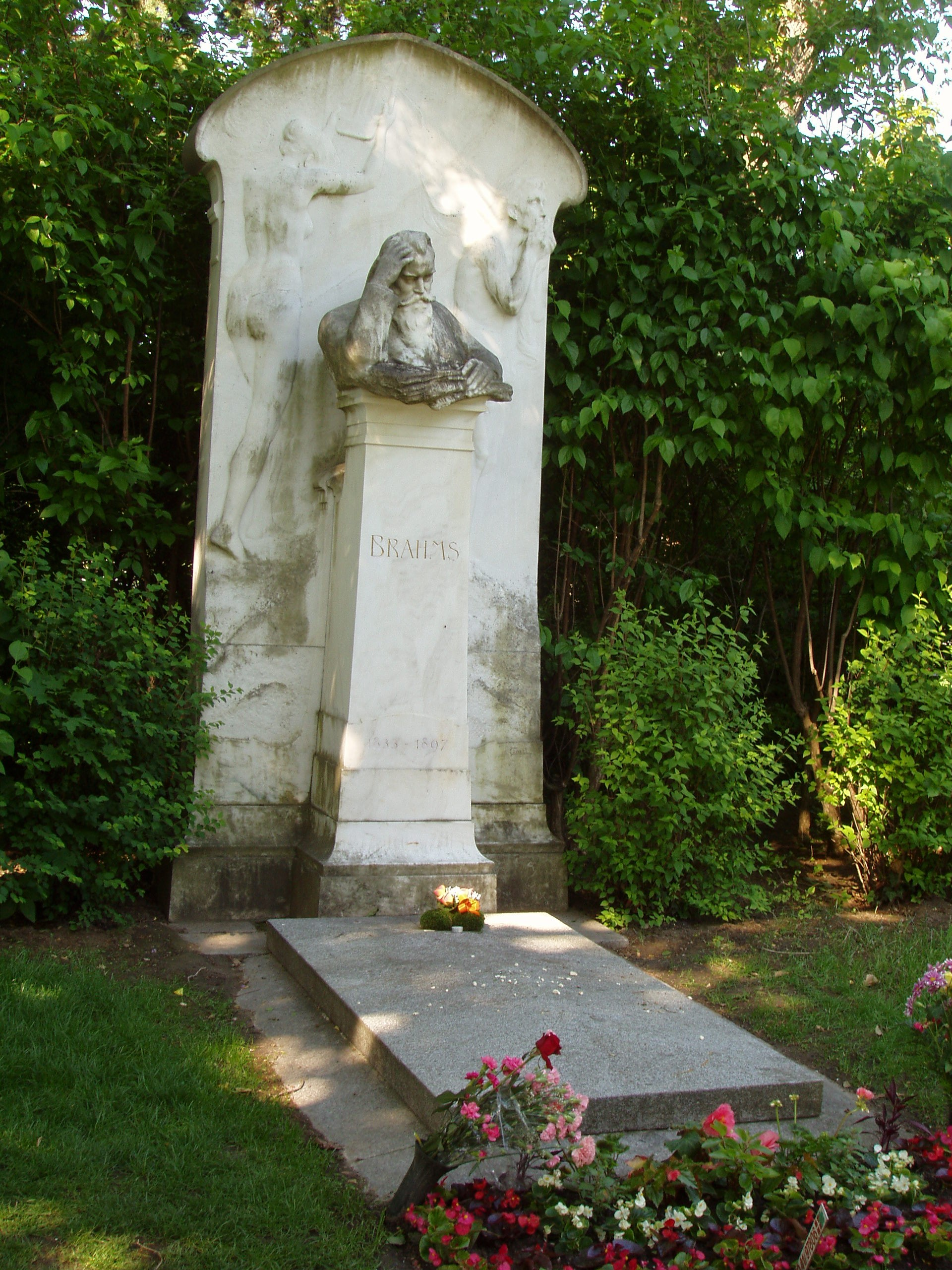
Tomba di Brahms sullo Zentralfriedhof progettato da Horta

- 1903: Magasins Waucquez, rue du Sable / Zandstraat 20 a Bruxelles (dal 1989 Centre belge de la bande dessinée.
- 1903: Casa del critico d'arte Sander Pierron, rue de l'Acqueduc / Waterleidingsstraat 157 a Elsene
- 1903: Gran Bazar Anspach, Bisschopsstraat / rue de l'Evêque 66 a Bruxelles (demolita)
- 1903: Casa Emile Vinck', rue de Washingtonstraat 85, Elsene (trasformata nel 1927 dall'architetto A. Blomme).
- 1903: Grande magazzino: A l'Innovation', Elsenesteenweg 63-65 a Elsene (trasformato)
- 1904: Palestra della scuola "Les Peupliers" a Vilvoorde.
- 1905: Villa Fernand Dubois, rue Maredretstraat, Sosoye.
- 1906: Progetto dell'ospedale Bruggemann, Place Van Gehuchtplein a Jette; aperto nel 1923
- 1907: Magazzini Hicklet, Nieuwstraat / rue Neuve 20 a Bruxelles (trasformati)
- 1909: Negozio Wolfers Frères il cui direttore artistico era Philippe Wolfers, rue d'Arenberg / Arenbergstraat 11-13 a Bruxelles
- 1910: Casa del dr. Terwagne, Van Rijkswijcklaan 62, Anversa.
- 1911: Magazzini Absalon, rue Saint-Christophe / Sint-Kristoffelstraat 41 a Bruxelles
- 1911: Casa Wiener, Sterrekundelaan / avenue de l'Astronomie a Sint-Joost-ten-Node (demolita)
- 1912: Stazione ferroviaria centrale di Bruxelles (primi progetti), completati da Maxime Brunfaut ed inaugurata nel 1952.
- 1920: Primi progetti del Centre for Fine Arts, rue Ravensteinstraat a Bruxelles. Aperto nel 1928.
- 1925: Padiglione belga dell'Esposizione internazionale di arti decorative e industriali moderne a Parigi nel 1925.
- 1928: Musée des Beaux-Arts a Tournai.